# Chembe Belliyur, Virajpet
Chembe Belliyur là một làng thuộc tehsil Virajpet, huyện Kodagu, bang Karnataka, Ấn Độ.